# Auskunftei Henri Kramer

Schreiben der Auskunftei: Aufforderung zum arischen Nachweis

Die Auskunftei Henri Kramer war ein privatwirtschaftlich geführtes Unternehmen zum Zweck der Sammlung und Erteilung von Daten über Unternehmen und Privatpersonen. Sie war 1931 in Hamburg gegründet worden und arbeitete sowohl mit Behörden als auch mit Organisationen der NSDAP zusammen. 
Im Sinne des nationalsozialistischen Rassegedankens hatte sie sich darauf spezialisiert, solche Betriebe und Firmen ausfindig zu machen, in denen vermeintlich jüdischer Einfluss maßgebend war. Sie bezeichnete sich daher als „Die erste und älteste Völkische Auskunftei im Reich“ mit weltweiten Geschäftsbeziehungen. Sie warb auf ihren Schreiben „Deutsche, kauft bei Deutschen.“
Ab der „Machtergreifung“ durch Adolf Hitler am 30. Januar 1933, insbesondere nach der Verabschiedung des Ermächtigungsgesetzes am 24. März 1933, war dies bei der Vergabe von Staatsaufträgen wichtig. Nach dem Inkrafttreten der Nürnberger Gesetze im September 1935 erweiterte die Auskunftei ihre Nachforschungen auf Privatpersonen und forderte namens ihres (anonymen) Auftraggebers unter Fristsetzung von einer Woche auf, unter Vorlage von Dokumenten ihr gegenüber den arischen Nachweis zu erbringen.